# ビーチポート
ビーチポートは、オーストラリアの南オーストラリア州にある小さな町。人口は652人（2016年）。

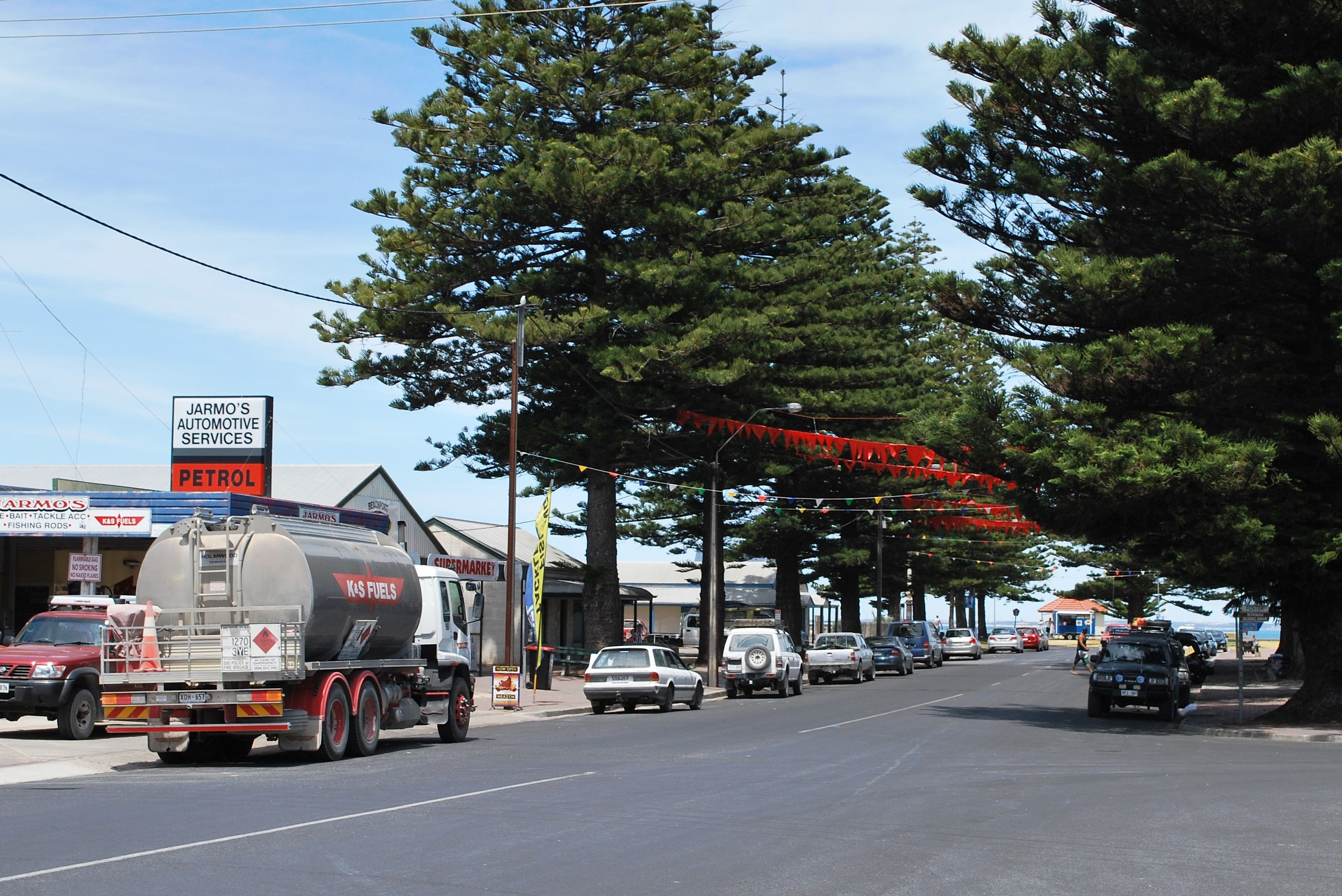
メインストリート

州都アデレードの南379kmに位置し、ワタル・レンジ郡の一部である。北へ40kmにはローブという町があり、南へ35kmにはミリセントという町がある。この町は、南オーストラリア州で2番目の長さ（772m）を持つ桟橋があることで有名である。また、この町は伊勢エビの多く棲むリボリー湾という湾に面していて、伊勢エビ釣りが盛んである。町の郊外にはジョージ湖という湖や、海水の6倍もの塩分が含まれているソルトレークと言う沼、１０マイルビーチと呼ばれる長い砂浜もある。この町は1878年に灯台と鉄道が建設されたときにこの名前が付けられた。灯台は今でも残っているが、鉄道は1956年に廃線となった。